# Sophie Cunningham
Pour les articles homonymes, voir Cunningham.
Sophie Elizabeth Cunningham, née le 16 août 1996 à Columbia (Missouri) est une joueuse professionnelle de basket-ball américaine. Elle évolue actuellement au sein du Fever de l'Indiana de la Women's National Basketball Association (WNBA).
Elle a joué au basketball universitaire pour les Tigers du Missouri.
Cunningham a fréquenté le lycée Rock Bridge à Columbia, dans le Missouri, où elle est devenue la meilleure marqueuse de l'histoire du programme féminin.

## Biographie

### Carrière universitaire
Cunningham joue quatre saisons de basket-ball universitaire à l'université du Missouri à Columbia, pour les Tigers du Missouri.

### Carrière professionnelle

#### Mercury de Phoenix (2019–2025)
Cunningham est sélectionnée comme treizième choix global du repêchage de la WNBA 2019 par le Mercury de Phoenix.
Cunningham est la huitième ancienne élève de l'université du Missouri à être repêchée dans la WNBA et est le rang le plus élevé pour une sélection d'une ancienne Tiger.

#### Fever de l'Indiana (2025–présent)
Le 31 janvier 2025, Cunningham est impliquée dans un échange entre quatre équipes, le Mercury de Phoenix, les Wings de Dallas, le Sun du Connecticut et le Fever de l'Indiana.

### Carrière d'analyste
En décembre 2022, Cunningham est devenue une analyste récurrente pour les Suns de Phoenix lors de leur couverture télévisée d'avant-match, de mi-temps et d'après-match Suns Live!,.